# Шаяхметов, Адиль Шаяхметович
Адиль Шаяхметович Шаяхметов (род. 20 января 1956, Жамбылский район, Алма-Атинская область) — экс-председатель Комитета национальной безопасности Республики Казахстан, государственный деятель. Почетный представитель государств-членов Шанхайской организации сотрудничества (ШОС) в Совете региональной антитеррористической центра ШОС (РАТС ШОС). Первый вице-президент Федерации бильярдного спорта РК (с 2018 года).
Воинское звание — генерал-лейтенант.
Ученая степень — кандидат политических наук, профессор, академик Петровской Академии наук и искусства (Санкт-Петербург, РФ).
Родился 20 января 1956 года в селе Каганович Джамбульского района Алма-Атинской области. По национальности - казах. Происходит из рода шапырашты. 
В 1978 году окончил Казахский политехнический институт им. Ленина (по специальности «горный инженер-электрик»).
В 1982 году окончил высшие курсы КГБ СССР в городе Минске, Республики Беларусь.
С 1978 по 1981 год работал мастером в Джезказганском спецуправлении треста «Казахвзрывпром».
После окончания в 1982 году высших курсов КГБ СССР в городе Минске служил на оперативных и руководящих должностях в подразделениях Управления КГБ по Джезказганской и Алматинской областях, а также в Центральном аппарате Комитета.
С 1999 по 2002 год служил на руководящих должностях в системе Министерства обороны РК — начальник Департамента кадров и военного образования, генерал-инспектор Главной военной инспекции. 
С 2002 по 2006 год работал начальником Департамента Комитета национальной безопасности по Павлодарской области.
В мае 2004 года получил звание генерал-майора КНБ.
С июля 2006 года по сентябрь 2007 года - начальник ДКНБ по Алматинской области.
С 5 сентября 2007 года - первый заместитель Председателя КНБ.
9 декабря 2009 года Указом Президента Республики Казахстан назначен председателем Комитета национальной безопасности Республики Казахстан (после освобождения от должности Шабдарбаева).
С 2010 по 2016 год - начальник Академии КНБ РК, старший советник Председателя КНБ РК.
С 2016 по 2020 год - заместитель директора Центрально-Азиатского регионального информационно-координационного центра по борьбе с незаконным оборотом наркотических средств, психотропных веществ и их прекурсоров (ЦАРИКЦ, Управления ООН по наркотикам и преступности ЮНОДК/UNODC).

## Награды
- Орден «Даңқ» 1 и 2 степеней.
- Орден Ю.В.Андропова (РФ).
- Золотой орден Национального олимпийского комитета РК.
- 60 медалей Республики Казахстан, зарубежных стран и международных организаций.[1]
- 35 нагрудных знаков органов безопасности Республики Казахстан и иностранных государств.
- Почётный сотрудник Комитета национальной безопасности Республики Казахстан (2004).
- Почетный гражданин Республики Казахстан (МОН РК, 2021)
- Почётный гражданин Алматинской области; Жамбылского, Панфиловского и Уйгурского районов Алматинской области; города Павлодар; города Каражал и Шетского района Карагандинской области.
- 2 благодарности Президента Республики Казахстан (2010, 2021).
- Почетная грамота Президента Республики Казахстан (2020).
- Благодарность председателя Сената Парламента Республики Казахстан (2009).
- Благодарность Председателя КГБ СССР (1990).
- Почетный ветеран органов безопасности (Совет ветеранов РК).
- Почетный выпускник Высших курсов КГБ СССР (Минск, Республика Беларусь).
- Почетный профессор Евразийского национального университета имени Л.Н.Гумилева, Казахского национального исследовательско-технического университета имени К.И.Сатпаева.
- Действительный член Петровской Академии науки и искусства (ПАНИ, Санкт-Петербург, РФ).

## Семья
Женат. Супруга - Шаяхметова Айсулу Алибековна
Воспитывает 8 детей (3 сыновей и 5 дочерей) и 12 внуков.